# Сумбава
Сумбава (на индонезийски: Sumbawa) е остров в провинция Западни Малки Зондски острови, Индонезия. Той е част от веригата на Малките Зондски острови. Западно от него е разположен остров Ломбок, на изток се намира остров Флорес, а на югоизток – Сумба. Традиционно, островът е известен като източник на Caesalpinia sappan, сандалово дърво и пчелен мед. Саванният климат и откритите поля се използват за отглеждане на коне и добитък. Островът има площ от 15 448 km2 и население от около 1,39 милиона души към 2014 г.

## История
Поемата от 14 век Нагаракертагама споменава няколко княжества, за които днес е установено, че са се намирали на Сумбава. Четири княжества в западната част на Сумбава са били зависими от империята Маджапахит на Ява. Поради природните си ресурси, Сумаба често бива нападан от външни сили – яванци, балйици, макасари, холандци и японци. Холандците пристигат за пръв път през 1605 г., но не успяват да упражняват ефективен контрол над острова чак до 20 век.
За кратък период балийското кралство Гегел управлява западната част на Сумбава. Източните части на острова са дом на султанството Бима, ислямска държава, която има връзка с бугисите и макасарите от южните части на Сулавеси, както и други малайско-ислямски държави в архипелага.
Историческите сведения сочат, че хората на Сумабава са били известни в района с меда си, конете си, растението Caesalpinia sappan (сапанско дърво), което се използва за добиване на червени багрила, и сандаловото си дърво, което се използва за кадене и за лекарство. Районът е считан за високопродуктивен в селскостопанско отношение.
През 18 век холандците построяват плантации за кафе на западните склонове на планината Тамбора (вулкан в северната част на Сумбава) и така създават кафеения сорт Тамбора. Изригването на вулкана през 1815 г. е едно от най-мощните по това време, изхвърляйки 150 km3 пепел и отломки в атмосферата. Изригването убива 71 000 души и предизвиква период на глобално захладняване, познат като „Годината без лято“ през 1816 г. Изригването унищожава и малка папуаска култура, позната на археолозите като култура Тамбора.

## География
Островът граничи на запад с протока Алас, на юг с Индийския океан, а от север в острова се врязва залива Салех, част от море Флорес. На изток островът е отделен от остров Флорес чрез протока Сапе. Най-отличителните черти на острова са залива Салех и полуострова Сангар. На последния е разположен стратовулкана Тамбора, който изригва през 1815 г. с индекс по ВЕИ 7, което е едно от малкото такива изригвания през последните 2000 години. Изригването откъртва горната част на вулкана, намалявайки височината му с около една трета и оставяйки калдера с диаметър от 6 километра. Въпреки това, вулканът си остава най-високата точка на острова. Възвишения се издигат на четири места на острова.
Около Сумбава са разположени още острови, сред които най-известни са Мойо, вулканично активният Сангеанг и туристическият Комодо (администриран от Флорес).
Голям брой от жителите ма острова са под риск от глад, когато реколтата е лоша, поради липсата на валежи. По-голямата част от населението работи в селското стопанство. Туризмът тепърва се развива. Поради минната дейност на острова, миньорските селища, заедно със столицата Джакарта, имат едни от най-високите нива на БВП на глава от населението в Индонезия. Въпреки това, недохранването продължава да е сериозен проблем на острова.
В югозападния край на острова американска фирма добива злато и мед от 2000 г. насам. Фирмата и партньорите ѝ са инвестирали около 1,9 милиарда долара в мината. Находището се смята, че ще бъде изчерпано до 2034 г.

## Население
Преобладаващата религия на острова е ислямът, който е донесен от макасарите от Сулавеси.
В исторически план, Сумбава има три големи лингвистични групи, които говорят на езици, неразбираеми един за друг. В западната част на острова се говори сумбава, който е подобен ан сасакския език на Ломбок. В източната част на острова се говори бима. Тези езикови групи са отделяни от културата Тамбора, която говори на езика тамбора, който е папуаски език и е различен и от двата. След унищожаването на културата Тамбора след изригването на вулкана през 1815 г., останалите две кралства поделят острова помежду си, а разделението си личи и до наши дни.
Населението на острова към 2010 г. е 1,33 милиона души, което представлява 29,58% от общото население на провинцията (4,5 млн. души). Поради липсата на работни места и честите засушавания на острова, много от островитяните търсят работа в Близкия Изток.